# Alto Vienne
Alto Vienne (87; en francés Haute-Vienne, en occitano Nauta Vinhana o Nauta Viena) es un departamento francés situado en el centro del país, perteneciente, desde el 1 de enero de 2016, a la nueva región de Nueva Aquitania.
Tiene su capital en Limoges, sede de la prefectura. Según el censo de 1999, su población ascendía a cerca de 350 000 habitantes.

## Geografía
Limita al norte con Viena e Indre, al este con Creuse, al sur con Correza y Dordoña, y al oeste con Charente.
Además del río Viena, destacan el Gartempe, el Couze, el Taurion, el Maulde, el Isle y el Dronne.

## Demografía
| 1801    | 1831    | 1841    | 1851    | 1856    | 1861    | 1866    |
| ------- | ------- | ------- | ------- | ------- | ------- | ------- |
| 245.150 | 285.130 | 292.848 | 319.379 | 319.787 | 319.595 | 326.037 |
| 1872    | 1876    | 1881    | 1886    | 1891    | 1896    | 1901    |
| 322.447 | 336.061 | 349.332 | 363.182 | 372.878 | 375.724 | 381.753 |
| 1906    | 1911    | 1921    | 1926    | 1931    | 1936    | 1946    |
| 385.732 | 384.736 | 350.235 | 351.311 | 335.873 | 333.589 | 336.313 |
| 1954    | 1962    | 1968    | 1975    | 1982    | 1990    | 1999    |
| 324.429 | 332.514 | 341.589 | 352.149 | 355.737 | 353.593 | 353.893 |

Las mayores ciudades del departamento son (datos del censo de 1999):
- Limoges: 133.968 habitantes, 173.299 en la aglomeración.
- Saint-Junien: 10.666 habitantes, es la única comuna de la aglomeración.

## Historia
Alto Vienne es uno de los ochenta y tres departamentos originales creados durante la Revolución francesa, el 4 de marzo de 1790 (en aplicación de la ley del 22 de diciembre de 1789). Fue creado a partir de territorios pertenecientes a la antigua provincia del Lemosín.